# Geranium solanderi
Geranium solanderi (svenskt nylatinskt uttal /gɛˈrɑːniɵm sɔˈlandɛriː/)  är en näveväxtart från Australien och Nya Zeeland.

## Beskrivning
Geranium solanderi är flerårig. Den har en palsternacksformad pålrot. Kronbladen är rosafärgade och 5–8 millimeter långa.
Hos varieteten Geranium solanderi var. grande är alla delar större; kronbladen är 10–12 millimeter. Pålroten är grenad och ej palsternacksformad.

## Utbredning och systematik

### Utbredning
Geranium solanderi finns naturligt i alla delstater och fastlandsterritorier i Samväldet Australien utom Nordterritoriet, och i Nya Zeeland.
Varieteten Geranium solanderi var. grande finnas bara i Nya Sydwales.

### Underarter och varieteter
Inga underarter finns listade i Catalogue of Life.  Arter har två varieteter, Geranium solanderi var. solanderi och Geranium solanderi var. grande (stundom uppges den senare varietetens namn som Geranium solanderi var. grandis).

### Besläktade arter och högretaxa
Geranium solanderi ingår i släktet nävor, och familjen näveväxter.

## Ekologi

### Biotop
Geranium solanderi växer på Australiens naturliga gräsängar (grasslands) och i gles skog.

## Nomenklatur‑ och forskningshistoria
Växten beskrevs och namngavs av Daniel Solander, men det vetenskapliga namnet han använde (Geranium pilosum) var ogiltigt, eftersom det använts för en annan art. Roger Carolin ändrade namnet till Geranium solanderi 1965, och beskrev artens utbredning och variation.

## Artnamnetsetymologi och trivialnamn

### Vetenskapligaartnamnetsetymologi
För släktnamnets etymologi, se Geranium. Artepitet hedrar Daniel Solander. Det tidigare artepitetet pilosum (maskulinum pilosus) betyder ”hårig”.

### Trivialnamn
Arten har inget svenskt trivialnamn. Engelska trivialnamn är native geranium, Australian cranesbill, Austral cranesbill, cut-leaf cranesbill, native carrot, hairy geranium, och Solander’s geranium.

## Status och hot
In Nya Zeeland har artens status ändrats från ”Not threatened” till ”At Risk – Declining” (uttrycken är icke standard i rödlistning); I Australien är arten vida spridd och ohotad i sitt utbredningsområde.